# Festin chez Trimalcion
Le Festin chez Trimalcion (en latin : cena Trimalchionis), parfois nommé aussi : Banquet chez Trimalcion ou Dîner chez Trimalcion, est un récit inséré dans le roman latin du Satyricon, attribué à Pétrone. Il s'agit du plus long passage de ce dernier. L'épisode du banquet de Trimalcion a été rattaché au genre de la « fable milésienne » par Erich Auerbach, qui y voit un modèle antique de réalisme littéraire. L'épisode dépeint par Pétrone fait suite à une tradition antique du banquet (symposion), de Platon, Xénophon ou encore Athénée à Horace et Sénèque.
Trimalcion est un esclave affranchi, devenu extrêmement riche par son ambition et son intelligence, qui étale un luxe tapageur et de mauvais goût, ce qui lui a valu de devenir un type littéraire du parvenu. Cependant son statut d’ancien esclave le sépare à jamais de la bonne société. Sa compagnie est composée de riches affranchis comme lui, des « seviri augustales ». Ce simulacre de banquet funéraire sert de cadre à l’épisode central du Satyricon au cours duquel Trimalcion fait le récit de son ascension sociale.
Cet intérêt pour la psychologie des situations sociales est une des originalités de Pétrone.

## Récit enchâssé
L'épisode des agapes lors du festin chez Trimalcion est le cœur de l'œuvre ; son récit représente un tiers de l'ouvrage. Cet épisode, nommé aussi le « festin chez Trimalcion », vient couper les aventures d'Encolpe et constitue « un épisode bien distinct et fort long, qui formait très probablement à lui seul un livre complet, le XVe, et, en conséquence, la suite des aventures d'Encolpe à partir de sa rencontre avec Eumolpe (à la fin du chapitre 140) se trouvait très vraisemblablement dans le livre XVI » signale Louis de Langle. Il met en lumière les mécanismes sociaux de la société romaine de l'époque. L'ancien dominus (maître) de Trimalcion, auquel ce dernier est reconnaissant, a voulu faire de son ancien eslave un hominem inter homines, un homme parmi les hommes. Or, pour Antonio Gonzalès, l'affranchissement d'esclaves était exceptionnel à cette époque, ce qui fait de l'histoire du personnage de Trimalcion une « success-story à l'antique » même si sa réussite est permise par ses compétences sexuelles surtout selon Paul Veyne
« Trimalchion interrompit cet agréable entretien. On avait déjà enlevé le second service, et, le vin excitant la gaieté des convives, la conversation était devenue générale. Alors notre hôte, les coudes appuyés sur la table : — Égayons notre vin, mes amis, et buvons assez pour mettre à la nage les poissons que nous avons mangés. »

## Stylistique

### Peinture réaliste

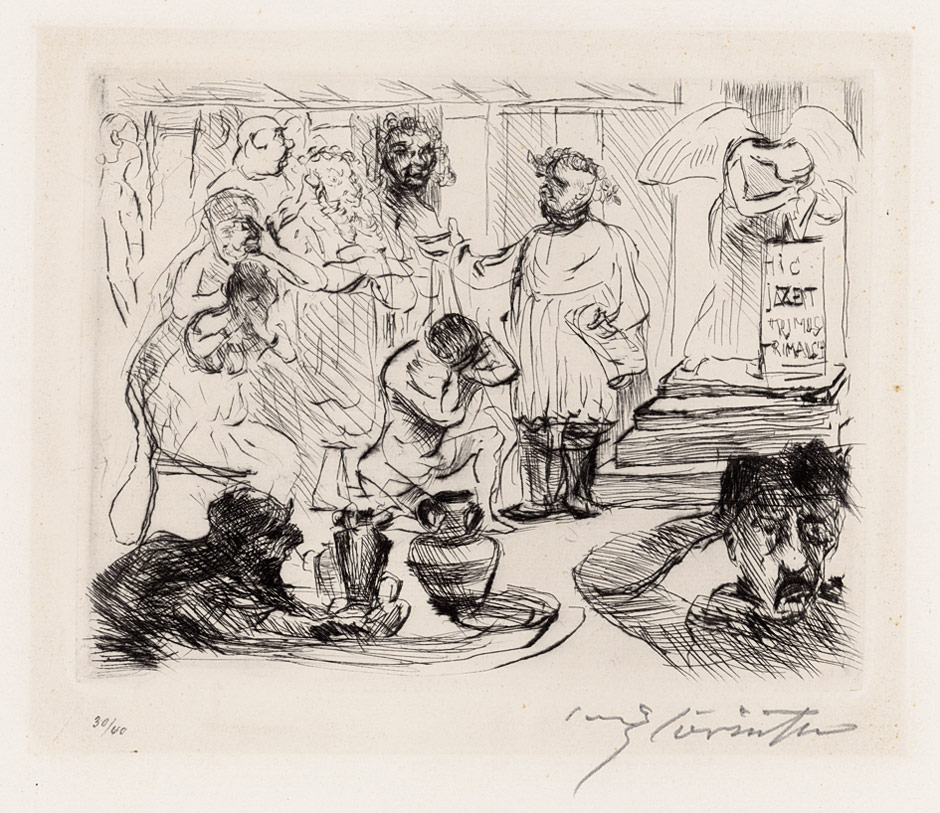
Le festin de Trimalcion, par Lovis Corinth (1909).

Pour Erich Auerbach, l'épisode chez Trimalcion représente un cas unique de réalisme au sein de la littérature antique. Il compare même Pétrone à Émile Zola : « On trouverait difficilement dans la littérature antique, un passage qui montre avec autant de force le mouvement intérieur de l'histoire. (...) [Pétrone] s'est avancé de la sorte jusqu'à l'extrême limite du réalisme antique » et l'épisode du festin chez Trimalcion est « d'une peinture précise, nullement schématique, du milieu social, sans aucune stylisation littéraire. » L'auteur a en effet, en plus de l'effet de réel cherché dans la présentation des convives et de leur relation entre eux, à imiter, par cette scène, l'exercice rhétorique de la recitatio, qui consistait en des lectures publiques. Un calcul a montré que cette cena (ce « repas ») lue à voix haute dure en effet environ une heure, soit la durée normale d’une recitatio.

### Vrai et faux
Le récit semble une métaphorisation de la dialectique vrai/faux. Selon Jean-Noël Robert, le festin représente la « dialectique constante du réel au mensonge, du signe à la réalité », caractéristique du style de Pétrone. Le chapitre 33 est sur ce point particulièrement illustratif. Nombre de plats paraissent vrais alors qu'il s'agit de manipulations ou de chimères. Par exemple, une poule sur un plateau est présentée aux convives mais elle est en fait en bois.

### Thèmes
Les thèmes abordés lors du festin sont nombreux, comme la mort par exemple.

#### Affranchis et maîtres
L'affranchissement traverse toute la scène. Ainsi, selon U. E. Paoli, Trimalcion invite des esclaves à sa table et, ce faisant, les affranchit ; c'est la tradition du manumissio per mensam. Cependant, il ne peut s'agir d'une référence faite à cette institution juridique, qui n'apparaît qu'au IIe  ou  IVe siècle apr. J.-C.

#### Jeux de mots
Au début du repas, au chapitre 36, Trimalcion interpelle son écuyer par le mot « Carpe ». Encolpe, s'étonnant que Trimalcion répète plusieurs fois ce mot apprend d'un autre convive que leur hôte a appelé son écuyer tranchant du nom de Carpus (vocatif : Carpe, impératif de carpere : « couper »), ce qui lui permet ainsi, en un seul mot, d’appeler et de commander.

## Allusions et intertextualité

### Allusions
Le plat présentant un porcus Troianus, un porc dont le corps contient des victuailles, est ainsi dénommé par référence au cheval de Troie.

### Parodie duBanquetde Platon
La scène se comprend comme une parodie du Banquet de Platon. Plusieurs éléments le laissent penser. Tout d'abord, le départ de Trimalcion (au chapitre 41) est suivi de cinq interventions d’affranchis : celle de Dama, de Seleucus, de Philéros, de Ganymède et d'Echion, comme autant d'interlocuteurs de Socrate (Phèdre, Pausanias, Erixymaque, Aristophane et Agathon). Son retour est suivi par ailleurs de l’arrivée tardive d’un convive éméché, le sculpteur Habinnas (chapitre 65). Dans Le Banquet, après que Socrate a repris la parole, Alcibiade arrive, lui aussi enivré.

## Postérité
Le thème du banquet chez un riche affranchi apparaît dans d'autres œuvres de la littérature romaine, sans doute inspirées du Satiricon. Horace (Satires : 2, 8) décrit le banquet de Nasidène, parvenu riche mais ignorant alors que Juvénal (Satires :  24, 29) présente l'agape de Vierron au cours duquel clients et affranchis se querellent. Sénèque (Épîtres : 27, 5) fait le portrait du riche mais ignorant Calvitius.

## Trimalcion, riche affranchi
Trimalcion est un ancien esclave venu d’Orient, certainement un Syrien. Son patronyme est formé sur la racine sémitique malk, celle de l’arabe malik et de l’hébreu melek, c’est-à-dire « roi ». Le préfixe tri- a le sens d'un superlatif grec, acquis sous l’influence de l’égyptien et que l’on retrouve dans l'expression Hermès Trismégiste.
Acheté très jeune à Rome par un haut personnage (« Je suis venu d'Asie que je n'étais pas plus haut que ce candélabre ») , il devient son mignon (« J'ai été pendant 14 ans le mignon du patron ; il n'y a pas de honte à faire ce que le maître commande. Et entre-temps, je contentais aussi la patronne»), puis son homme de confiance, hérite de sa fortune (« Le patron n'avait plus que moi à la cervelle. Bref il me laissa toute sa fortune, sauf le legs de rigueur à l'empereur, et je recueillis un patrimoine de sénateur »), se lance dans les affaires et le grand commerce « parce que personne n'en a jamais assez. L'envie me prit de faire du négoce.», y multiplie le capital dont il a hérité, puis prend sa retraite en Campanie où il étale son luxe en imitant les gens riches de l'époque.

## La demeure de Trimalcion

### Architecture
Le plan de la demeure de Trimalcion, « tel qu’il est décrit n’a, avec une maison romaine habituelle, que des rapports assez éloignés ; c’est en fait, semble-t-il, une transposition littéraire de l’image du labyrinthe, lui-même symbole traditionnel des Enfers. »

#### Ouvrages
- Louis de Langle, L'œuvre de Pétrone : le Satyricon, Paris, Bibliothèque des curieux, coll. « Les maîtres de l'amour », 1923, 305 p. (lire en ligne)
- Florence Dupont, Le plaisir et la loi : Du Banquet de Platon au Satiricon, vol. 126, F. Maspero, coll. « Textes à l'appui. Histoire classique », 1977, 202 p. (ISBN 978-2-7071-0881-4)
- René Martin, Le Satyricon de Pétrone, Paris, Ellipses, coll. « Textes Fondateurs », 1999, 175 p. (ISBN 2-7298-7809-2).
- Paul Thomas, Pétrone : Le Dîner chez Trimalchion, Bruxelles, Édition du Flambeau, 91 p.
- Émile Thomas, L'Envers de la Société romaine : Pétrone, Paris, Fontemoing (1re éd. 1902)
- Etienne Wolff, Le roman grec et latin, Paris, Ellipses, coll. « Thèmes & études », 1997, 118 p. (ISBN 2-7298-9760-7)

#### Articles
- Antonio Gonzalès, « Quid faciant leges, ubi solia pecunia regnat. Affranchis contre pauvres dans le Satyricon de Pétrone? », dans La fin du statut servile ? Affranchissement, libération, abolition. Hommage à Jacques Annequin, Presses Universitaires de Franche-Comté et Institut des sciences et techniques de l'Antiquité, 2008, 572 p. (ISBN 9782848672250)
- Henrion Roger, « Satiricon » et « Manumissio per mensam », Revue belge de philologie et d'histoire, t. 22 fascicule 1-2,‎ 1943, p. 198-204 (DOI 10.3406/rbph.1943.1670, lire en ligne)
- Michel Dubuisson, « Aventure et aventuriers dans le Satiricon de Pétrone », Les Cahiers des paralittératures, no 5,‎ 1993 (lire en ligne [PDF])
- Michel Dubuisson, « La vie quotidienne à Rome : Considérations intempestives », Pomœrium, Université de Liège — Département de langues & littératures classiques, vol. 4-5,‎ 2000 (lire en ligne [PDF])
- Alberto Pietro Arciniega, « Esclaves et affranchis dans Fellini - Satyricon », dans La fin du statut servile ? Affranchissement, libération, abolition. Hommage à Jacques Annequin, Presses Universitaires de Franche-Comté et Institut des sciences et techniques de l'Antiquité, 2008, 572 p. (ISBN 9782848672250)